# Bandar Dalam (Bengkunat Belimbing)
Bandar Dalam is een bestuurslaag in het regentschap Lampung Barat van de provincie Lampung, Indonesië. Bandar Dalam telt 2147 inwoners (volkstelling 2010).